# Porlell
Porlell is een spookdorp in de regio Mid West in West-Australië.

## Geschiedenis
In de jaren 1890 werd er door L.R.  Menzies goud gevonden. De vondst werd de 'Star of the East' genoemd. Toen er in 1899 een dorp werd gesticht werd het Porlell genoemd naar een nabijgelegen meer.
Er waren toen een bakker, een slager, twee hotels en twee winkels in het dorp actief.
In 1908 werd beschreven dat de goudmijn sinds 1899 verlaten was omdat de rijke goudader uitgeput was geraakt. In 1909 was er weer activiteit: er werd goud, koper en zwavel gewonnen. De opbrengsten vielen echter opnieuw tegen doordat er te weinig zwavel werd gewonnen, en in 1910 was de mijn opnieuw gesloten. In 1934 werden nog enkele proefboringen gedaan en werd een mijnschacht leeggepompt, maar er zijn geen aanwijzingen dat er toen nog daadwerkelijk erts gewonnen is.

## Geografie
Porlell maakt deel uit van het lokale bestuursgebied (LGA) Shire of Meekatharra, waarvan Meekatharra de hoofdplaats is.
Het ligt 745 kilometer ten noordnoordoosten van de West-Australische hoofdstad Perth, 467 kilometer ten zuidzuidwesten van Newman en 46 kilometer ten zuiden van Meekatharra.

## Klimaat
De streek kent een warm woestijnklimaat, BWh volgens de klimaatclassificatie van Köppen.